# Mellemskat
Mellemskatten var en dansk indkomstskat, der var i kraft i perioden 1994-2009. Skattesatsen var på 6 % af personlig indkomst og kapitalindkomst.
Mellemskatten blev indført ved 1994-skattereformen (der blev vedtaget af Folketinget i 1993 med kraft fra 1994). Den afløste den hidtidige 6 pct.skat. Grænsen blev fastsat, så den lå imellem bundskatten og topskatten.
Som følge af pinsepakken blev bundgrænsen for betaling af mellemskat forhøjet ekstraordinært med 8.000 kr. om året i 1999-2002. Til gengæld kunne negativ kapitalindkomst ikke længere fratrækkes. 
Som følge af skatteaftalen indgået i 2003 blev mellemskattegrænsen yderligere forhøjet med 12.000 kr. årligt i årene 2004-07. 
Som følge af skatteaftalen indgået i 2007 forhøjedes mellemskattegrænsen endnu en gang ekstraordinært, så den i 2009 blev sammenfaldende med topskattegrænsen (347.200 kr.). Da personer, der ikke betalte mellemskat, kunne overføre deres mellemskattefradrag til ægtefællen, var der i 2009 dermed færre personer, der betalte mellemskat (629.000 personer) end topskat (928.000 personer).
Mellemskatten afskaffedes helt (med virkning fra 2010) som følge af skattereformen der blev indgået i 2009.
Ved indførelsen af mellemskatten i 1994 betalte 44 % af alle skattepligtige mellemskat. Andelen steg lidt i de følgende år til 48 % i 1999. Derefter faldt andelen efterhånden kraftigt som følge af de forskellige ekstraordinære forhøjelser af mellemskattegrænsen. I 2009, det sidste år med mellemskat, var det således 13 pct. af alle skattepligtige, der betalte den pågældende skat.